# Johannes Joseph Aarts
Johannes Josephus Aarts (L'Aia, 18 agosto 1871 – Amsterdam, 19 ottobre 1934) è stato un pittore, illustratore e incisore olandese.

## Biografia
Formatosi all'Accademia reale di belle arti dell'Aia, divenne professore di arte grafica all'Accademia di Amsterdam. È ricordato principalmente come autore di stampe e litografie.